# Newton (Massachusetts)
Newton és una població dels Estats Units a l'estat de Massachusetts. Segons el cens del 2008 tenia 93.447 habitants.

## Demografia
Segons el cens del 2000, Newton tenia 83.829 habitants, 31.201 habitatges, i 20.499 famílies. La densitat de població era de 1.793,2 habitants/km².
Dels 31.201 habitatges en un 31,1% hi vivien nens de menys de 18 anys, en un 55,2% hi vivien parelles casades, en un 8% dones solteres, i en un 34,3% no eren unitats familiars. En el 25,5% dels habitatges hi vivien persones soles l'11,1% de les quals corresponia a persones de 65 anys o més que vivien soles. El nombre mitjà de persones vivint en cada habitatge era de 2,51 i el nombre mitjà de persones que vivien en cada família era de 3,04.
Per edats la població es repartia de la següent manera: un 21,2% tenia menys de 18 anys, un 10,3% entre 18 i 24, un 28,2% entre 25 i 44, un 25,2% de 45 a 60 i un 15,1% 65 anys o més.
L'edat mediana era de 39 anys. Per cada 100 dones de 18 o més anys hi havia 82,7 homes.
La renda mediana per habitatge era de 86.052 $ i la renda mediana per família de 125.289$. Els homes tenien una renda mediana de 65.565 $ mentre que les dones 46.885$. La renda per capita de la població era de 45.708$. Entorn del 2,1% de les famílies i el 4,3% de la població estaven per davall del llindar de pobresa.

## Poblacions més properes
El següent diagrama mostra les poblacions més properes.

## Personatges il·lustres
- Michael Hammer (1948 - 2008), enginyer autor del reeixit llibre «Reenginering the Corporation: A manifesto for the business revolution»
- William Horatio Clarke (1840-1913) organista.